# Oberonia sulcata
Oberonia sulcata är en orkidéart som beskrevs av J. Joseph och Sud.Chowdhury. Oberonia sulcata ingår i släktet Oberonia och familjen orkidéer.
Artens utbredningsområde är Arunachal Pradesh. Inga underarter finns listade i Catalogue of Life.